# Banaadir
Banaadir of Benadir (Arabisch: بنادر, Banādir) is een van de achttien en tevens de hoofdstedelijke regio van Somalië. De regionale hoofdstad Mogadishu is eveneens de hoofdstad van Somalië.
De regio is met 370 vierkante kilometer de kleinste van het land. Het bevolkingsaantal werd in 2019 geschat op 2,3 miljoen. Het woord Banaadir is afgeleid van het Perzische woord bandar en betekent haven wat slaat op de havens in de regio.

## Grenzen
De regio Banaadir ligt in het zuidoosten tegen de Indische Oceaan. 

De regio grenst verder aan twee buurregio's:
- Midden-Shabelle in het noorden.
- Neder-Shabelle in het westen.

Awdal · Bakool · Banadir · Bari · Bay · Galguduud · Gedo · Hiiraan · Midden-Juba · Midden-Shabelle · Mudug · Neder-Juba · Neder-Shabelle · Nugaal · Sanaag · Saaxil · Sool · Togdheer · Woqooyi-Galbeed
Galmudug · Jubaland · Puntland · Somaliland